# Cantón de Seilhac
El cantón de Seilhac era una división administrativa francesa, que estaba situada en el departamento de Corrèze y la región de Limusín.

## Composición
El cantón estaba formado por nueve comunas:
- Beaumont
- Chamboulive
- Chanteix
- Lagraulière
- Pierrefitte
- Saint-Clément
- Saint-Jal
- Saint-Salvadour
- Seilhac

## Supresión del cantón de Seilhac
En aplicación del Decreto n.º 2014-228 de 24 de febrero de 2014, el cantón de Seilhac fue suprimido el 22 de marzo de 2015 y sus 9 comunas pasaron a formar parte del nuevo cantón de Seilhac-Monédières.